# La Chapelle-Montreuil
La Chapelle-Montreuil is een plaats en voormalige gemeente in het Franse departement Vienne (regio Nouvelle-Aquitaine). De gemeente telde 718 inwoners op 1 januari 2018. De plaats maakt deel uit van de gemeente Boivre-la-Vallée in het arrondissement Poitiers.

## Geschiedenis
De gemeente werd aan het einde van de achttiende eeuw opgericht. In 1819 werd ze opgeheven en gevoegd bij Montreuil-Bonnin, maar in 1869 werd La Chapelle-Montreuil opnieuw een zelfstandige gemeente. La Chapelle-Montreuil is op 1 januari 2019 gefuseerd met de gemeenten Benassay, Lavausseau en Montreuil-Bonnin tot de gemeente Boivre-la-Vallée. 

## Geografie
De oppervlakte van La Chapelle-Montreuil bedraagt 25,0 km², de bevolkingsdichtheid is 24,0 inwoners per km².
De onderstaande kaart toont de ligging van La Chapelle-Montreuil met de belangrijkste infrastructuur en aangrenzende gemeenten.

## Demografie
Onderstaande figuur toont het verloop van het inwonertal (bron: INSEE-tellingen).